# Erdős Mariann
Erdős Mariann (Budapest, 1962. július 14. –) magyar színésznő.

## Életpályája
Eredeti szakmája: könyvkötő. 

„A könyveket nem csak olvasom, hanem képes vagyok a javítására, kötésére…izgalmas dolog, amíg elkészül…Büszke vagyok arra, hogy ismerhetem a kulisszatitkokat.”

A rákospalotai Kállai Éva Nevelőotthonban nőtt fel (anyja a szülés után a kórházban hagyta, apját felnőtt fejjel ismerte meg), itt választotta ki 1981-ben Regös István intézetis lányokról szóló dokumentumfilmjéhez.
Alábbi verse Regös István: Bűn című könyvében jelent meg:
Rácsok
Ti kik olyan büszkén álltok, vártok, 

a mély sötétségben láttok,

távol vagytok egymástól, 

mégis eggyé váltok.

Most egy szempár néz ki köztetek,

homályos képzelet, majd egy könnycsepp

gördül, úszik,

s koppan a mélységben,

ha kinézek köztetek,

megtépett fák ágain

egy-két levél úszik.
Borzák Tibor: Árvácskák című könyvében mesélte magáról:

„A Bűn című dokumentumfilm után föltétlenül dolgozni akartam…Egy kórházban alkalmaztak…később takarítottam, statisztáltam, maszek vállalkozásoknál szorgoskodtam. Regős második filmjét követően ismét több munkahelyem volt. Mielőtt a kecskeméti színházhoz szerződtem, a Fórum Szálló mosogatógépeit kapcsolgattam…Elkerültem Hidegkútra, ott beiratkoztam egy mozigépész-tanfolyamra, el is végeztem…Elhelyezkedtem a BKV-nál, mint alagútfenntartó. Gyakorlatilag takarítottam…Munkásszállásra kerültem. Rettenetesen lefogytam. Minden kiesett a kezemből, percenként eltört a mécses. Beutaltak a Tündér-hegyre, egy pszichoanalitikai szanatóriumba, három hónapot töltöttem ott…Rájöttem arra, hogy baromi jó kézügyességem van. Próbálkoztam agyagozással,virágkötészettel, festéssel, sőt még versírással is. Kiderült, hogy az intelligenciaszintem az átlagnál magasabb, viszont a humán tárgyakból gyengébb vagyok. Megtanultam az embereket figyelni…Kézbesítő lettem a Pallas Lapkiadó Vállalatnál. Dolgoztam az Átvétoztatjuk! szalonban is, de hamar elmenekültem onnan, mert egyértelműen csalás az egész „átváltoztatósdi”…A pénzügyi osztályon számlákat rakosgattam…a Nimród szerkesztőségében titkátnősködtem…Nem ijedek meg semmitől, nem rettent el az új, a változatosság. Nadrágot varrni, levelet gépelni, színpadra állni, szobát átrendezni, játékot gyártani, mind-mind izgalmas feladat.”

Szomjas György két filmjében (Könnyű testi sértés, Falfúró) amatőr színészként játszott.
1983–1984-ben Jancsó Miklós foglalkoztatta a Kecskeméti Katona József Színházban, amíg Gyurkó Lászlóval és Hernádi Gyulával hármasban vezették azt. Ekkor olyan darabokban játszott, mint a Jöjj délre, cimborám! és a Liliom.

## Színházi munkáiból
- Jöjj délre, Cimborám! – kecskeméti Katona József Színház, rendező: Jancsó Miklós
- Molnár Ferenc:  Liliom – kecskeméti Katona József Színház, rendező: Madaras József
- Gyurkó László: Faustus doktor boldogságos pokoljárása  – kecskeméti Katona József Színház, rendező: Jancsó Miklós
- Bertolt Brecht: Koldusopera – kecskeméti Katona József Színház, rendező: Malgot István, rendezőasszisztens: Erdős Marianna
- Ki mit tud? – kecskeméti Katona József Színház, rendező: Galkó Balázs, rendezőasszisztens: Erdős Marianna
- Lázár Ervin: A négyszögletű kerek erdő – kecskeméti Katona József Színház, rendező: Galkó Balázs, rendezőasszisztens: Erdős Marianna
- Nóti Károly: Nyitott ablak – kecskeméti Katona József Színház, rendező: Vándorfi László, rendezőasszisztens: Erdős Marianna
- Károlyi Gáspár – Bodansky György — Vándorfi László: Jézus Krisztus, az embernek fia – kecskeméti Katona József Színház, rendező: Vándorfi László

## Filmes televíziós szerepei
- Bűn (televíziós dokumentumfilm-sorozat, 1981)
- Fehér rozsda (1982)
- Az út vége (1982)
- Mi történt Mariann-nal? (1983)
- Könnyű testi sértés (1983)
- Omega, Omega, Omega (1984)
- Falfúró (1985)
- Könnyű testi kísértés (1989)

## Könyv róla
- Borzák Tibor: Árvácskák (Múzsák Kiadó, 1991) ISBN 9635644779

## Forrás
- Borzák Tibor: Menj el úgy, mintha jönnél. SzabadFöld.hu. (Hozzáférés: 2021. május 6.)
- Színházi adattár. Országos Színháztörténeti Múzeum és Intézet. (Hozzáférés: 2025. március 19.)